# Paracles insipida
Paracles insipida är en fjärilsart som beskrevs av Rothschild 1910. Paracles insipida ingår i släktet Paracles och familjen björnspinnare. Inga underarter finns listade i Catalogue of Life.